# Jan Paweł Aleksander Sapieha
Jan Paweł Aleksander Sapieha (ur. 18 czerwca 1847 w Paryżu, zm. 25 października 1901 w Biłce Szlacheckiej) – ziemianin, zawodowy wojskowy.

## Życiorys
Był synem Eustachego Kajetana.
Urodził się na emigracji, gdzie przebywał jego ojciec po upadku powstania listopadowego. Był zawodowym wojskowym w Anglii, służąc w 5 pułku dragonów gwardii królewskiej. W roku 1870 został naturalizowanym obywatelem brytyjskim. Z sukcesem brał udział w wyścigach konnych.
Po przyjeździe do kraju osiedlił się w Biłce Szlacheckiej w powiecie Lwowskim. Tam też umarł.
Był ojcem Eustachego Kajetana, Anny (żony Włodzimierza Dzieduszyckiego).